# Avraham Ben Itzhak
Avraham Ben Itzhak (în ebraică: אברהם בן יצחק, născut Abraham Sonne, 1883 Przemyśl - 1950 Hod Hasharon, Israel) a fost un poet, critic literar și cărturar israelian de limba ebraică, originar din  Galiția, Polonia.  
Cu toate că a lăsat un număr restrâns de poezii, este considerat unul din ctitorii poeziei ebraice moderne. 
S-a născut la Przemyśl, în Galiția, pe atunci parte a Austriei în cadrul Imperiului Austro-Ungar, (azi municipiu în Polonia), în anul 1883.
De copil a rămas orfan de tată, iar mama sa s-a recăsătorit și a născut încă nouă copii. Avraham fost dat în îngrijirea bunicului său care i-a dat o educație religioasă tradiționalistă. 
În tinerețe, Avraham Ben Itzhak a studiat psihologia și literatura la Viena și Berlin, iar mai târziu, după ce, ca sionist entuziast, s-a stabilit în Palestina, a predat la Seminarul pedagogic din Ierusalim. În 1914 fiind în vacanță la Viena, a fost prins acolo de izbucnirea Primului război mondial. În cursul ostilităților, toate manuscrisele sale lăsate la Przemysl au fost distruse în timpul ocupării orașului de către soldații ruși.
În timpul războiului a rămas în Austria, unde în 1917 a fost ales să reprezinte pe evreii din capitala Imperiului, în consiliul vestic al evreilor austrieci. Apoi a plecat la Copenhaga unde i-a cunoscut pe  judecătorul Louis Dembitz Brandeis (1856-1941), primul jurist evreu numit la Curtea Supremă a SUA și pe poetul Haim Nahman Bialik. Între 1919-1921 a activat la Londra ca membru în Executiva Sionistă iar pe urmă în Comitetul de reorganizare. Un timp s-a numărat printre consilierii liderului sionist Chaim Weizmann. Întors la Viena a redevenit profesor, apoi director al Seminarului Pedagogic Ebraic din oraș. În 1938, după anexarea Austriei de către Germania nazistă, Avraham Ben Itzhak a reușit să scape la timp și să se întoarcă în Palestina, care era atunci sub regim mandatar britanic. În 1950 a murit de tuberculoză după o suferință prelungită în localitatea Hod Hasharon din regiunea  Sharon.
Nu a fost căsătorit și nu a avut copii. Poeta Lea Goldberg, și ea de cultură germană și ebraică, și cu 28 ani mai tânără, l-a admirat și iubit, dar în cele din urmă, spre dezamăgirea ei, dragostea a rămas neîmplinită. 
Avraham Ben Itzhak a fost inspirat în activitatea sa poetică, de creațiile poeților de limbă germană de la sfârșitul secolului al XIX-lea și începutul secolului al XX-lea.
Și după emigrarea sa în Palestina a rămas în legătură cu scriitorii vienezi din vremea sa. 
În cursul vieții a publicat doar 11 poezii, fiind redescoperite postum, ca și celelalte creații nepublicate ale sale.